# Yevgueni Káfelnikov
Yevgueni Aleksándrovich Káfelnikov (en ruso: Евге́ний Алекса́ндрович Ка́фельников) (Sochi, Rusia, 18 de febrero de 1974) es un extenista profesional ruso que alcanzó el número 1 de la clasificación mundial por 6 semanas desde mayo a junio de 1999. Entre sus más importantes logros están dos títulos de Grand Slam en individuales, en el torneo de Roland Garros 1996 y el Abierto de Australia 1999, así como también la medalla de oro en los Juegos Olímpicos de Sídney 2000. Además alcanzó la final individual del Abierto de Australia 2000 perdiendo ante Andre Agassi, el ATP World Tour Finals 1997 y cinco torneos Masters 1000. En dobles ganó cuatro Grand Slam y alcanzó una final, mientras que ganó cinco torneos Masters 1000. Por otra parte, ganó la Copa Davis 2002 con la selección de Rusia.
Káfelnikov nació el 18 de febrero de 1974 en Sochi, en la Unión Soviética, en lo que hoy es territorio de Rusia, es el padre de la modelo Alesya Kafelnikova (nacida en 1998) y es tío de María Sharápova.

## Clasificación histórica
| Torneo               | 1993 | 1994 | 1995 | 1996 | 1997 | 1998 | 1999 | 2000 | 2001 | 2002 | 2003 | G-P   | Acumulado |
| -------------------- | ---- | ---- | ---- | ---- | ---- | ---- | ---- | ---- | ---- | ---- | ---- | ----- | --------- |
| Grand Slam           |      |      |      |      |      |      |      |      |      |      |      |       |           |
| Abierto de Australia | -    | 2R   | CF   | CF   | -    | -    | G    | F    | CF   | 2R   | 2R   | 28-7  | 1         |
| Roland Garros        | 2R   | 3R   | SF   | G    | CF   | 2R   | 2R   | CF   | CF   | 2R   | 2R   | 31-10 | 1         |
| Wimbledon            | 1R   | 3R   | 3R   | 2R   | 3R   | 1R   | 4R   | 1R   | CF   | 3R   | -    | 16-10 | 0         |
| US Open              | -    | 4R   | 3R   | -    | 2R   | 4R   | SF   | 3R   | SF   | 2R   | 3R   | 24-9  | 0         |
| Gana-Perd            | 1-1  | 8-4  | 15-4 | 11-2 | 8-3  | 4-3  | 15-3 | 13-4 | 15-4 | 5-4  | 4-4  | 99-36 | 2         |
| Torneo de fin de año |      |      |      |      |      |      |      |      |      |      |      |       |           |
| Tennis Masters Cup   | -    | -    | RR   | RR   | F    | RR   | SF   | RR   | SF   | -    | -    | 11-14 | 0         |